# Ladislav Hlaváček
Ladislav Hlaváček (ur. 26 czerwca 1925 w Veltrubach, zm. 21 kwietnia 2014 w Pradze) – piłkarz czeski grający na pozycji napastnika. W swojej karierze rozegrał 15 meczów i strzelił 5 goli w reprezentacji Czechosłowacji.

## Kariera klubowa
W swojej karierze piłkarskiej Hlaváček grał w takich klubach jak: Dynamo Praga i UDA Praha. W 1947 roku wywalczył z Dynamem tytuł mistrza Czechosłowacji.

## Kariera reprezentacyjna
W reprezentacji Czechosłowacji Hlaváček zadebiutował 4 lipca 1948 w przegranym 1:2 meczu Mistrzostw Bałkańskich i Europy Centralnej z Rumunią, rozegranym w Bukareszcie. W 1954 roku został powołany do kadry na mistrzostwa świata w Szwajcarii. Na tym turnieju zagrał w dwóch meczach: z Urugwajem (0:2) i z Austrią (0:5). Od 1948 do 1954 roku rozegrał w kadrze narodowej 15 spotkań i zdobył w nich 5 bramek.